# Линцелер, Роберт
Роберт (Робер) Линцелер (фр. Robert Linzeler; 7 марта 1872, I округ Парижа, Иль-де-Франс — 25 января 1941, XVI округ Парижа, Иль-де-Франс, Франция) — французский ювелир и яхтсмен, дважды серебряный призёр летних Олимпийских игр 1900 года.
В 1900 году принял участие в летних Олимпийских играх 1900 среди лодок водоизмещением до 0,5 тонн в парусном спорте на лодке Quand-Même. Совместно с Жаном-Батистом Шарко и ещё двумя участниками он пришёл в обоих гонках вторым и дважды выиграл серебряные медали.